# Cyrestis cocles
Cyrestis cocles är en fjärilsart som beskrevs av Fabricius 1787. Cyrestis cocles ingår i släktet Cyrestis och familjen praktfjärilar. Inga underarter finns listade i Catalogue of Life.

## Bildgalleri

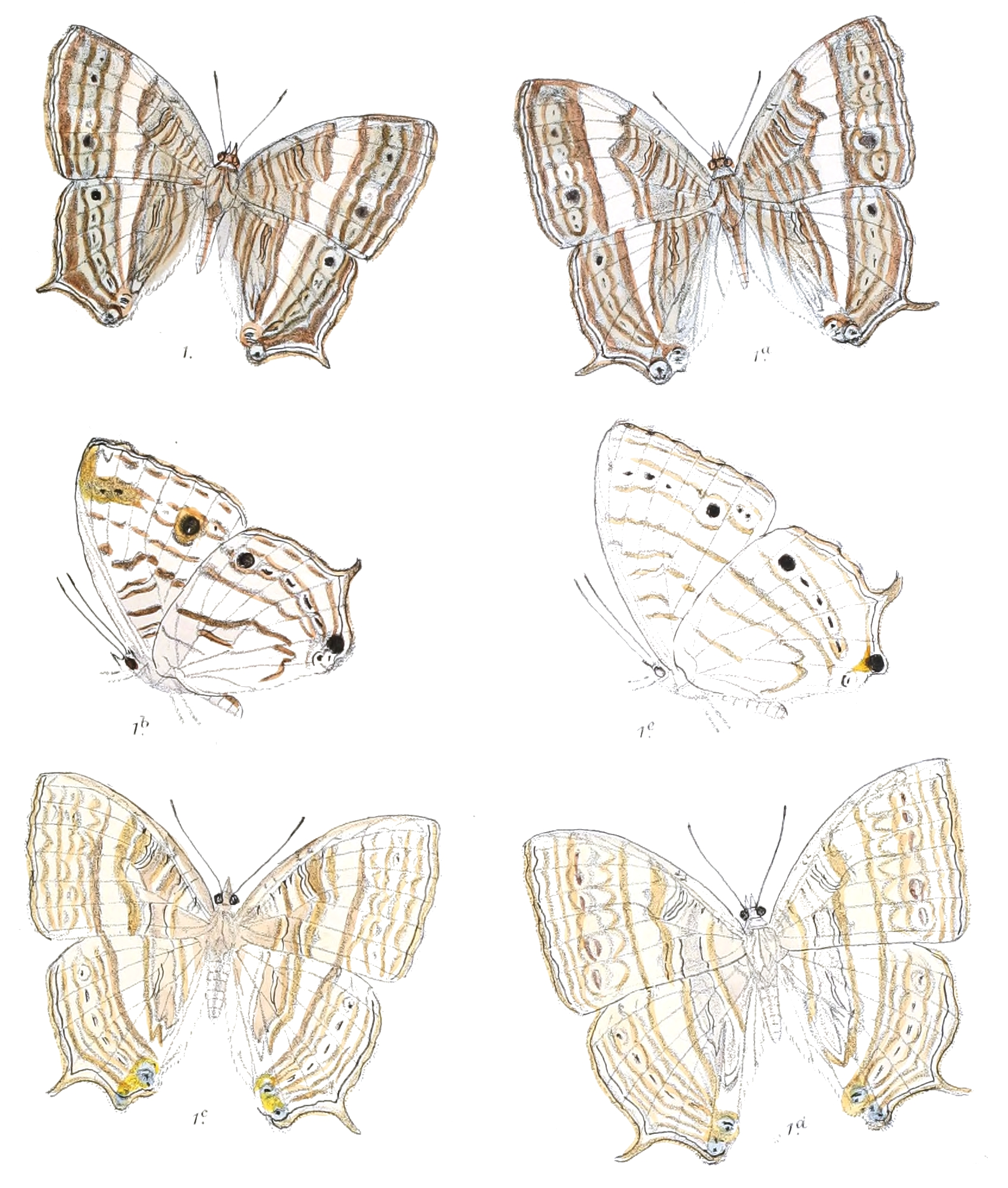
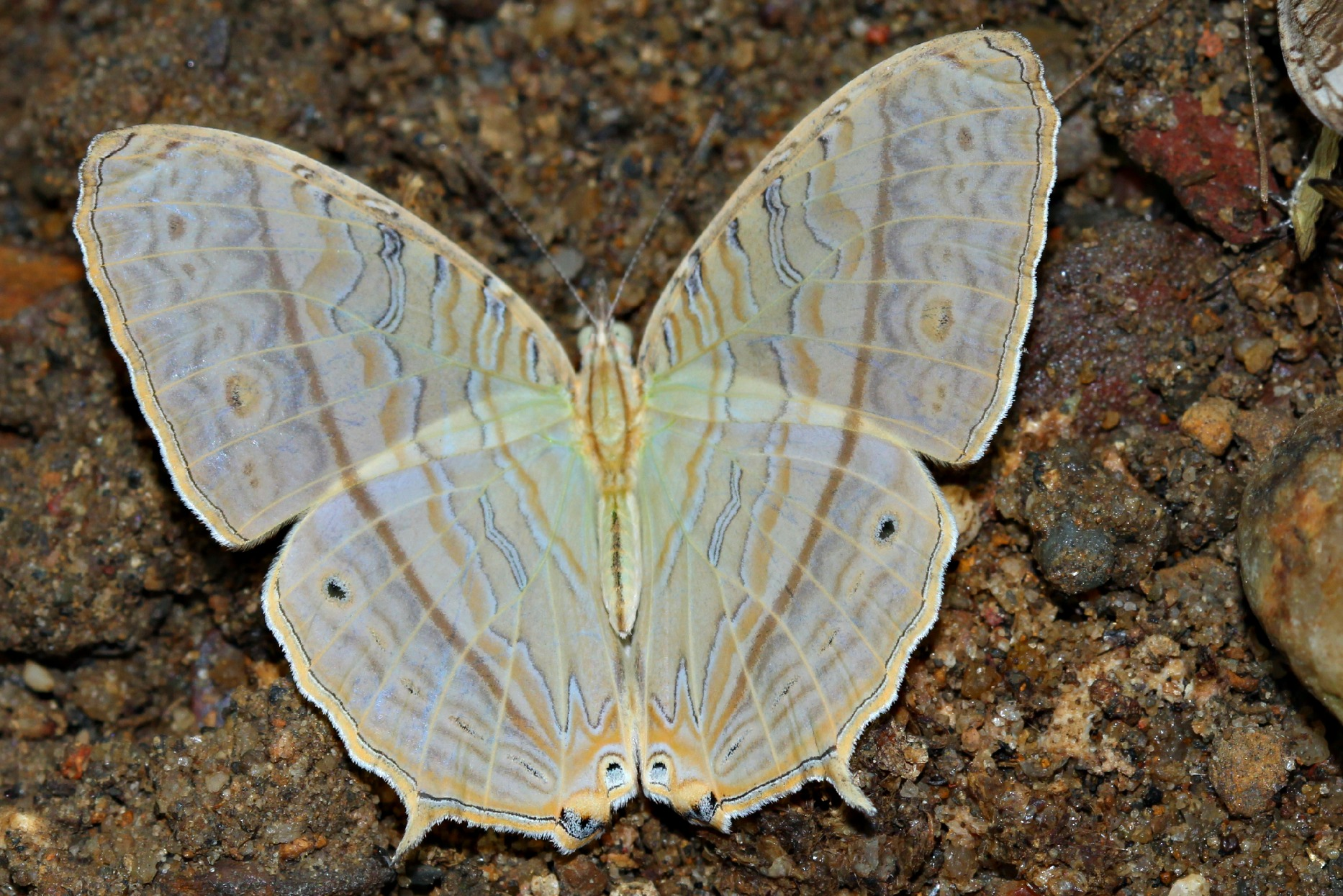
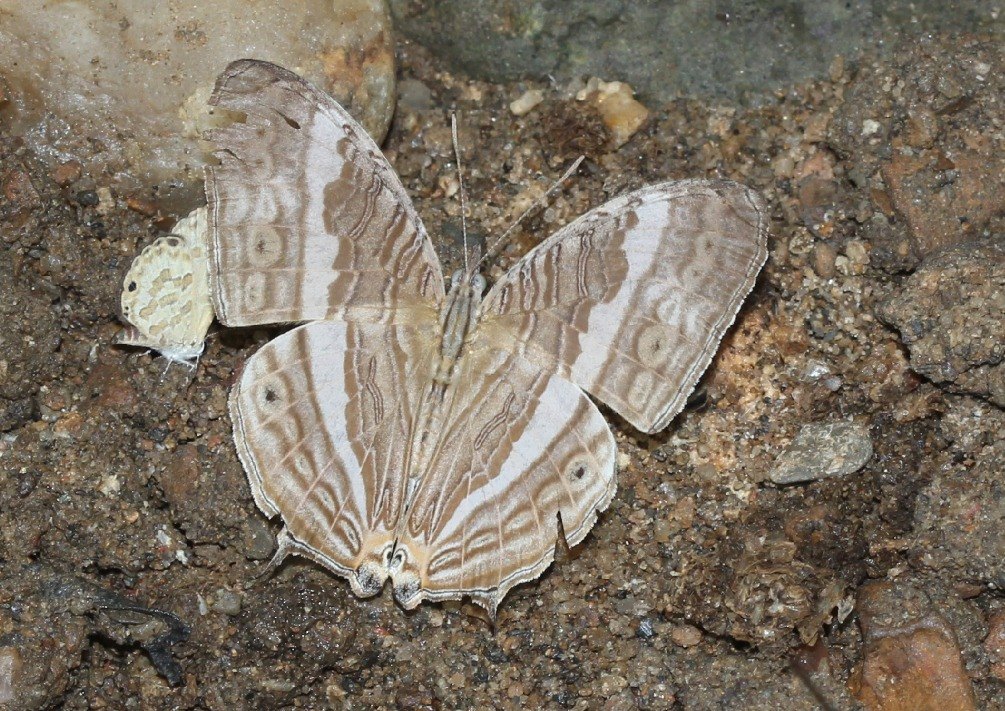